# Васюков (Черниговская область)
Васюков (укр. Васюків) — село в Сребнянском районе Черниговской области Украины. Население 33 человека. Занимает площадь 0,13 км².
Код КОАТУУ: 7425181002. Почтовый индекс: 17300. Телефонный код: +380 4639.

## Власть
Орган местного самоуправления — Алексинский сельский совет. Почтовый адрес: 17320, Черниговская обл., Сребнянский р-н, с. Алексинцы, ул. Грушевского, 13а.